# 海南五月茶
海南五月茶（学名：Antidesma hainanense）为大戟科五月茶属下的一个种。

## 扩展阅读
- 維基物種上的相關：海南五月茶